# Municipio de Aguililla
El municipio de Aguililla es uno de los 113 municipios que integran el estado mexicano de Michoacán. Se encuentra localizado al suroeste del estado y aproximadamente 290 kilómetros al suroeste de la ciudad de Morelia.

## Población
Según el Censo de Población y Vivienda de 2020 realizado por el Instituto Nacional de Estadística y Geografía, la población del municipio es de 14 754 habitantes, de los cuales 7 335 (49.7 %) son hombres y 7 419 (50.3 %) son mujeres. Por lo tanto presenta un decrecimiento promedio de -0.96 % anual en el período 2010-2020 sobre la base de los 16 214 habitantes registrados en el censo anterior.
El municipio de Aguililla ocupa una superficie de 1396.9 km², lo que determina al año 2020 una densidad de 10.6 hab/km².
| Gráfica de evolución demográfica de Municipio de Aguililla entre 2000 y 2020 |
|                                                                              |
| Fuente: Instituto Nacional de Estadística Geografía e Informática            |

En el año 2010 estaba clasificado como un municipio de grado medio de vulnerabilidad social, con el 31.36 % de su población en estado de pobreza extrema.
La población de Aguililla está mayoritariamente alfabetizada (19.04 % de personas analfabetas al año 2020) con un grado de escolarización en torno de los 5 años. Solo el 0.56 % de la población se reconoce como indígena, y el 0.36 % habla al menos una lengua indígena.

### Localidades
En el censo de 2020 el municipio de Aguililla contaba con 133 localidades. Con excepción de la ciudad de Aguililla, cabecera del municipio, el resto de las localidades tienen carácter rural.
| Código INEGI      | Localidad         | Población (2020) |
| ----------------- | ----------------- | ---------------- |
| 160020001         | Aguililla         | 8 505            |
| 160020009         | El Aguaje         | 2 550            |
| Otras localidades | Otras localidades | 3 699            |
| Total municipal   | Total municipal   | 14 754           |

## Geografía

### Localización
Aguililla se localiza al suroeste del estado, a 290 kilómetros de la capital estatal, entre las coordenadas 18º29' a 19°04' de latitud norte y 102°32' a 102°57" de longitud oeste; a una altura que va de 300 a 2300 metros sobre el nivel del mar. Tiene una extensión territorial de 1401.196 kilómetros cuadrados, equivalente al 2.39 % de la superficie total del estado.
Limita al norte con el municipio de Buenavista, al este con el municipio de Apatzingán, al sureste y sur con el municipio de Tumbiscatío, al oeste con el municipio de Coalcomán de Vázquez Pallares y al noroeste con el municipio de Tepalcatepec.

### Orografía e hidrografía
Sus elevaciones principales son los cerros que forman la sierra de Dos Aguas y la Sierra Madre del Sur: el Cerro de las Conchas (2900 m s. n. m.), el Gallo, Mesquite, Granada, Alberca y Tres Cerritos, Mesa Oscura en el Encino y los Valles de Tierra Caliente. El municipio pertenece a las regiones hidrológicas Balsas y Costa de Michoacán. Sus recursos hidrológicos son proporcionados por los ríos Aguililla y Chapula, los cuales desembocan en el río Nexpa; así como los ríos Arroyo seco, El limón y Chila.

### Clima
Su clima es muy variado, desde tropical en su mayor parte, con lluvias en verano. Tiene una precipitación pluvial anual de 600 a 1300 mm y temperaturas que oscilan durante el año, de 10.0 a 38.2 °C.
De acuerdo a la clasificación de Köppen, el municipio cuenta con tres climas bien definidos, que corresponden a las tres regiones más grandes, determinadas por su altitud: Aguililla (920 m s. n. m.), el Plan de Tierra Caliente (menos de 500 m s. n. m.), y zonas serranas (más de 1500 m s. n. m.), así como sus respectivas áreas de transición.
El clima del municipio es muy seco cálido y semiseco con lluvias en verano, sin cambio térmico invernal bien definido. La temperatura media anual es de 27 °C, con máxima de 30 °C y mínima de 10 °C. El régimen de lluvias se registra entre los meses de junio, julio y agosto, contando con una precipitación media de 300 mm.

### Ecosistemas
Por su situación geográfica, y su complicada orografía donde en menos de 50 km alcanza desde 260 hasta 2880 m s. n. m. posee una de las floras más variadas de Michoacán. Existen los siguientes tipos de vegetación:
- Bosques de Oyamel:
  - Bosque de Ayarín
  - Bosque de Cedro
  - Bosque Mesófilo de Montaña
  - Bosque de Pino
  - Bosque de Pino-Encino
  - Bosque de Encino-Pino
  - Bosque de Encino
  - Bosque Bajo Abierto
  - Bosque de Táscate
- Selvas:
  - Selva mediana subcaducifolia
  - Selva baja caducifolia
  - Selva espinosa caducifolia
- Selva en galería:
  - Nopalera
  - Izotal
- Vegetación de Galería:
  - Sabana
  - Mezquital
  - Huizachal
- Pastizales:
  - Pastizal Natural
  - Pastizal-Huizachal
  - Pastizal Inducido

La fauna silvestre del municipio la componen especies de:
- Invertebrados: artrópodos, moluscos, platelmintos, helmintos, nematodos, anélidos.
- Vertebrados: reptiles, anfibios, peces, aves, mamíferos.
  - Ratones, ratas de campo, ardillas, conejos, liebres, mapaches, tejón, zorrillos, huajolote, víbora de cascabel, armadillos, tlacuaches, lagartijas, venado cola blanca, jabalí, puma concolor, coyote.
  - Zopilote, búho, águila, codorniz, águililla, carpintero.

## Cultura

### Sitios de interés
- Templo de Nuestra Señora de Guadalupe, data del siglo XIX.
- Zona arqueológica El Limón.

## Fiestas y tradiciones
Fiestas civiles
- Aniversario de la Constitución del municipio: 22 de junio.
- Aniversario de la fundación de El Ejido El Aguaje: 5 de noviembre.

Fiestas religiosas
- Semana Santa: miércoles, jueves y viernes Santos. Tradicionales Judas y carnaval de Maringuias.
- Fiesta en honor de la Virgen de Fátima de los 3 Cerritos: Del 1 de octubre a mediados de noviembre.

### Personajes ilustres
- Santiago Tapia (1820-1866).
- Rafael Sánchez Tapia (1887), general.
- Moisés Muñoz (1980), portero.

## Política
Su forma de gobierno es democrática y depende del gobierno estatal y federal; se realizan elecciones cada 3 años, en donde se elige al presidente municipal y su gabinete conformado por siete Regidurías y un síndico Municipal.
El municipio cuenta con 35 localidades, las cuales dependen directamente del municipio, siendo las más importantes: 
- Aguililla
- Bonifacio Moreno (El Aguaje)
- General Lázaro Cárdenas (El Limón)
- Naranjo De Chila
- El Naranjo Viejo
- El Limoncito
- Las Ánimas
- Arroyo Seco
- El Barbasco
- La Barilera
- Barranca del Aguacate
- El Blanqueadero
- La Bocanita
- La Cabra
- La Calabaza
- Las Canoas
- El Capire
- La Cebadilla (Barranca de la Cebadilla)
- El Cedral
- Peña Colorada (La Peña)
- Corral de Piedra
- Las Crucitas
- El Charapo (Palo Alto)
- El Chino, Dos Aguas
- El Puente del Encinal
- Los Manguitos

### Representación legislativa
Para la elección de diputados locales al Congreso de Michoacán y de diputados federales a la Cámara de Diputados federal, el municipio de Aguililla se encuentra integrado en los siguientes distritos electorales:
Local:
- Distrito electoral local 21 de Michoacán con cabecera en Coalcomán de Vázquez Pallares.[17]

Federal:
- Distrito electoral federal 2 de Michoacán con cabecera en Apatzingán de la Constitución.[18]

### Presidentes municipales
| Período   | Presidente Municipal                                                           |
| --------- | ------------------------------------------------------------------------------ |
| 1999-2001 | Raúl Peña Pimentel Partido de la Revolución Democrática                        |
| 2002-2004 | Irineo Mendoza Mendoza Partido de la Revolución Democrática                    |
| 2005-2007 | Miguel Ávila Sánchez Partido de la Revolución Democrática                      |
| 2008-2011 | Adalberto Fructuoso Comparán Rodríguez Partido de la Revolución Democrática    |
| 2012-2014 | Jesús Cruz Valencia Partido Revolucionario Institucional                       |
| 2014-2015 | Omar Gómez Lucatero Partido Revolucionario Institucional                       |
| 2015-2018 | Israel Mendoza Mendoza Partido de la Revolución Democrática                    |
| 2018-2021 | Osvaldo Maldonado Zepeda Partido Revolucionario Institucional                  |
| 2021-2022 | César Arturo Valencia Caballero (asesinado) Partido Verde Ecologista de México |
| 2022-2024 | María de Jesús Montes Mendoza Partido Verde Ecologista de México               |